# Nombre d'Erdős-Woods
Ne pas confondre avec la notion de nombre d'Erdős ou celle de nombre d'Erdős–Nicolas.
En théorie des nombres, un nombre d'Erdős-Woods est un entier naturel k > 1  tel qu'il existe k + 1 entiers strictement positifs consécutifs dont chacun a un facteur commun avec le premier ou le dernier.
Les trois premiers nombres d'Erdős-Woods sont 16, 22 et 34 (suite A059756 de l'OEIS) et les plus petites valeurs de points initiaux correspondants sont 2 184, 3 521 210 et 47 563 752 566 (suite  A059757).
Les recherches sur ces nombres viennent de la conjecture suivante d'Erdős : il existe un entier k > 1 tel que pour tous entiers a > 1 et b > a + k, PPCM(a, a + 1, …, a + k) et PPCM(b, b + 1, …, b + k) n'ont pas les mêmes facteurs premiers.
Alan R. Woods a étudié cette question dans sa thèse de doctorat en logique mathématique sur des problèmes de définissabilité, où il conjecturait que pour tout  k > 1, l'intervalle [a, a + k] contient toujours un nombre premier avec chacune des deux extrémités. Ce n'est que par la suite qu'il découvrit le premier contre-exemple, [2184, 2185, …, 2200], avec k = 16.
David Dowe a démontré qu'il existe une infinité de nombres d'Erdős-Woods et Cégielski, Heroult et Richard, que l'ensemble de ces nombres est récursif.